# トンバク

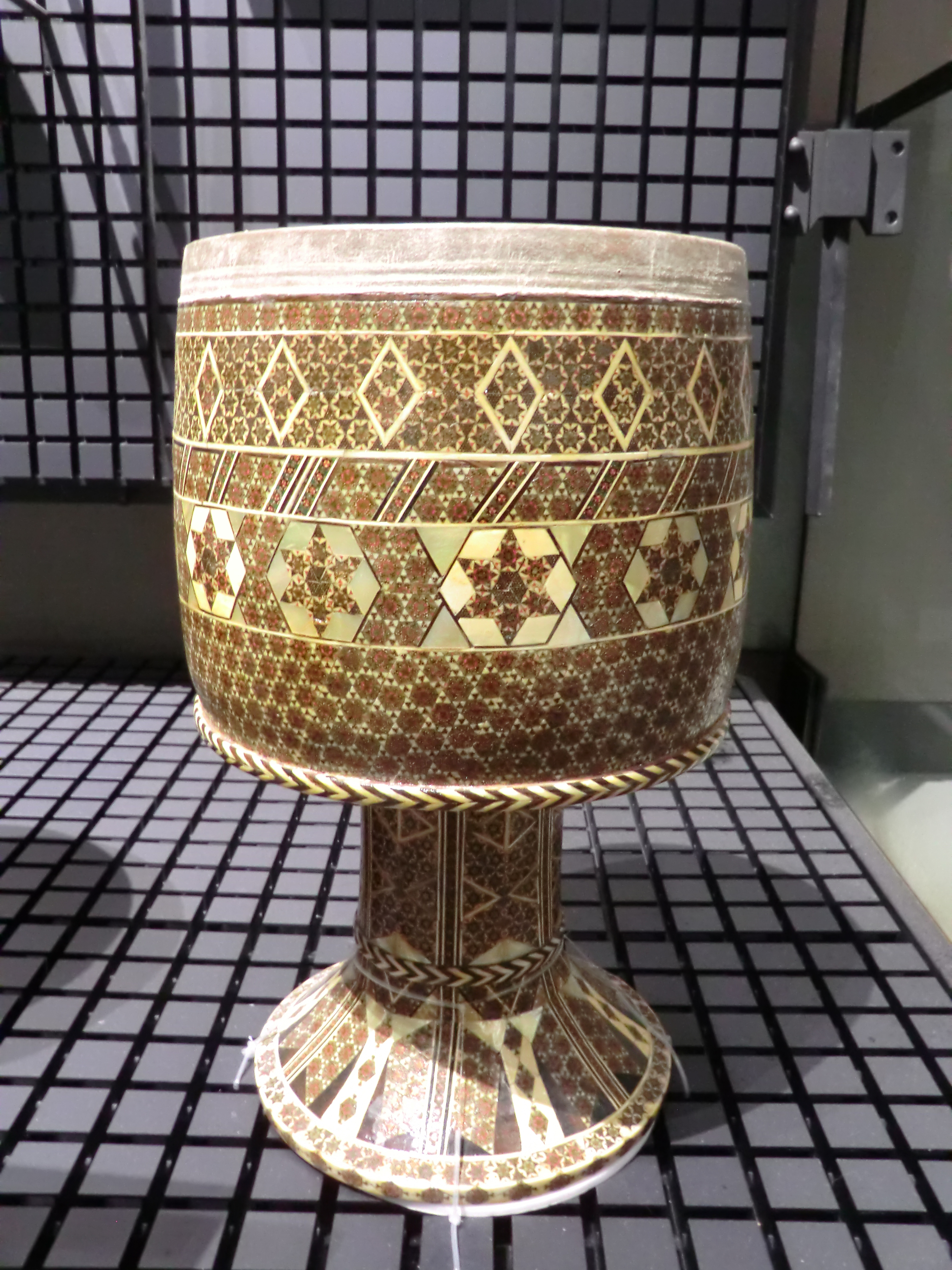
トンバク

トンバクは、イランで使用されるゴブレット（足付酒杯）形太鼓 (Goblet drum) の一種。ザルブ、ドンバクなどとも呼ばれる。ダフと並んでペルシア音楽 (Persian traditional music) で重要な打楽器である。

## 歴史
ペルシア音楽においては、19世紀までダフが主要な打楽器としての地位を占めており、トンバクは歌手の伴奏楽器にすぎなかった。
1940年代になり、ホセイン・テヘラーニーがトンバクを用いて様々な演奏活動・普及活動を行っていくなかで、トンバクという楽器の持つ可能性が改めて見直され、ペルシア音楽でも主要な打楽器としての地位を確立した。
現在では、その複雑な奏法を活用したソロ演奏もしばしば行われている。

## 材質
胴体はクルミやクワの木からできており、1本の丸太から削り出されている。
高さは34cm～54cm、打面の直径は22cm～32cmのものまであり、大小さまざまなサイズがある。
皮はヒツジやヤギ、ラクダや牛の皮などが使われている。

## 奏法
ホセイン・テヘラーニーの登場以前と以後では奏法が大きく異なっており、登場以前の奏法については不明な点が多い。
指を細かく使うことによって持続音のような効果を出すリーズ奏法がもっとも特徴的であり、この習得はたいへん難しいといわれている。